# Darlan Cunha
Darlan Cunha (né le 16 septembre 1988 à Rio de Janeiro) est un acteur brésilien.

## Biographie
Enfant vivant dans une favela de Rio, il apparaît dans le court-métrage Palace II, puis dans le film La Cité de Dieu, sorti en 2002. Dans la foulée, il devient un des deux personnages principaux de la série dérivée La Cité des hommes dans le rôle de Laranjinha (« la petite orange »), aux côtés de Douglas Silva.

## Filmographie
- 2002 : La Cité de Dieu de Fernando Meirelles et Katia Lund : Filé-com-fritas (Steak-Frites en version français)
- 2002-2005 : La Cité des hommes (série télévisée) : Laranjinha
- 2003 : Mon oncle a tué un type de Jorge Furtado : Duca
- 2008 : La Cité des hommes de Paulo Morelli : Laranjinha
- 2009: Caminho das Índias (India A Love Story) de Gloria Perez

### Télévision
- 2023: A Fazenda 15